# Javier de Andrés
Javier de Andrés Guerra, né le 3 octobre 1967 à Vitoria-Gasteiz, est un homme politique espagnol membre du Parti populaire (PP).
Il est délégué du gouvernement au Pays basque entre décembre 2016 et juin 2018.

## Biographie

### Vie privée
Il est passionné de peinture, photographie, arts plastiques et d'aviron.
Il est marié et père de trois enfants.

### Formation et vie professionnelle
Étudiant de l'université du Pays basque, il est titulaire d'une licence en sciences de l'information. Il obtient un master en finances publiques dans le même établissement. Il travaille comme rédacteur à Euskal Irrati Telebista, la chaine de télévision régionale.

### Député général d'Alava
Il intègre la politique lorsqu'il devient directeur de la communication à la députation forale d'Alava entre 1999 à 2004. De cette date jusqu'à 2007, il est chargé des Travaux publics par le député général Ramon Rabanera.
Il est le chef de file du PP pour les élections forales de 2007. Bien que sa liste soit la plus votée, il ne parvient pas à gouverner du fait de la formation d'une majorité alternative nationaliste. Il est nommé secrétaire général du PP d'Alava en 2008. Il est de nouveau candidat lors des élections du 2011 mais parvient à être investi député général d'Alava et forme un gouvernement en minorité. Il gagne de nouveau les élections de 2015 mais perd le poste au profit de Ramiro González.

### Député régional
Il est tête de liste dans la circonscription d'Alava pour les élections au Parlement basque de 2016. Élu, il siège comme député de la XIe législature du Parlement basque mais démissionne le 31 décembre 2016.

### Délégué du gouvernement
Le 30 décembre 2016, il est nommé délégué du gouvernement au Pays basque par le président du gouvernement Mariano Rajoy. Il prend la suite de Carlos de Urquijo.